# Теория оценивания
Теория оценивания — раздел математической статистики, решающий задачи оценивания непосредственно не наблюдаемых параметров сигналов или объектов наблюдения на основе наблюдаемых данных. Для решения задач оценивания применяется параметрический и непараметрический подход. Параметрический подход используется, когда известна математическая модель
исследуемого объекта и характер возмущений и требуется лишь определить в ней неизвестные параметры. В этом случае используются
метод наименьших квадратов, метод максимального правдоподобия и метод моментов. Непараметрический подход используется для изучения объектов неизвестной структуры и с неизвестными возмущениями. Теория оценивания применяется в приборах для физических и других измерений, при моделировании физических, экономических, биологических и других процессов. 

## Параметрический подход

### Постановка задачи
Пусть данные наблюдения {\displaystyle x=(x_{1},x_{2},...,x_{n})} являются случайными величинами с совместной плотностью
распределения вероятностей {\displaystyle P(x\mid \lambda )}, зависящей от информативных параметров {\displaystyle \lambda _{1},\lambda _{2},...,\lambda _{m}} с неизвестными значениями: {\displaystyle P(x\mid \lambda )=P(x_{1},x_{2},...,x_{n}\mid \lambda _{1},\lambda _{2},...,\lambda _{m})}. Задача оценивания заключается в нахождении оценок информативных параметров {\displaystyle {\hat {\lambda }}=({\hat {\lambda _{1}}},{\hat {\lambda _{2}}},...,{\hat {\lambda _{m}}})} в виде функций, задающих стратегии нахождения оценок по наблюдениям: {\displaystyle {\hat {\lambda _{j}}}={\hat {\lambda _{j}}}(x),j=1,2,...,m}.

### Байесовский подход
Оцениваемые параметры являются случайными величинами с совместной предварительно известной априорной плотностью вероятности {\displaystyle z(\lambda )}. Для минимизации ошибок оценивания вводится функция потерь {\displaystyle g({\hat {\lambda }},\lambda )},
зависящая от оценок {\displaystyle {\hat {\lambda }}} и истинных значений  {\displaystyle \lambda } оцениваемых параметров. В этом случае целью является минимизация математического ожидания функции потерь - среднего риска: {\displaystyle R({\hat {\lambda }})=\int g({\hat {\lambda }},\lambda )\varphi ({\hat {\lambda }}\mid x)P(x\mid \lambda )z(\lambda )dxd\lambda d{\hat {\lambda }}}
. Здесь {\displaystyle \varphi ({\hat {\lambda }}\mid x)} - условная плотность вероятности принятия решения об оценке {\displaystyle {\hat {\lambda }}} при данных наблюдения {\displaystyle x}. 

## Непараметрический подход
В этом случае класс вероятностных распределений не может быть описан с помощью конечного числа параметров. В этом случае
оптимальные оценки определяются как функционалы от распределений вероятностей наблюдения.

## Примеры
- В радиолокаторе для определения расстояния до объекта необходимо оценить промежуток времени между моментами передачи и приёма радиолокационного сигнала, отражённого от объекта наблюдения. В этом случае информативными параметрами являются амплитуда, частота, временной сдвиг относительно выбранного момента времени. Эти параметры желательно оценить с минимальной ошибкой.